# 格羅斯伊爾鎮區 (密歇根州)
格羅斯伊爾鎮區（英語：Grosse Ile）是位於美國密歇根州韋恩縣的一個行政鎮區。

## 地方資料
格羅斯伊爾鎮區的面積為48.36平方千米，當中陸地面積為23.83平方千米，而水域面積為24.53平方千米。根據2020年美國人口普查的數據，當地共有人口10788人，而人口密度為每平方千米223人。